# Лејкс (Аљаска)
Лејкс (енгл. Lakes) насељено је место без административног статуса у америчкој савезној држави Аљаска.

## Демографија
По попису из 2010. године број становника је 8.364, што је 1.658 (24,7%) становника више него 2000. године.
| Група             | 2000.         | 2010.         |
| Белци             | 5.932 (88,5%) | 6.910 (82,6%) |
| Афроамериканци    | 40 (0,6%)     | 79 (0,9%)     |
| Азијати           | 36 (0,5%)     | 75 (0,9%)     |
| Хиспаноамериканци | 131 (2,0%)    | 354 (4,2%)    |
| Укупно            | 6.706         | 8.364         |